# Concours littéraire de Lanaudière
 (septembre 2024).
La mise en forme du texte ne suit pas les recommandations de Wikipédia : il faut le « wikifier ».
Les points d'amélioration suivants sont les cas les plus fréquents :
- Les titres sont pré-formatés par le logiciel. Ils ne sont ni en capitales, ni en gras.
- Le texte ne doit pas être écrit en capitales (les noms de famille non plus), ni en gras, ni en italique, ni en « petit »…
- Le gras n'est utilisé que pour surligner le titre de l'article dans l'introduction, une seule fois.
- L'italique est rarement utilisé : mots en langue étrangère, titres d'œuvres, noms de bateaux, etc.
- Les citations ne sont pas en italique mais en corps de texte normal. Elles sont entourées par des guillemets français : « et ».
- Les listes à puces sont à éviter, des paragraphes rédigés étant largement préférés. Les tableaux sont à réserver à la présentation de données structurées (résultats, etc.).
- Les appels de note de bas de page (petits chiffres en exposant, introduits par l'outil «  Source ») sont à placer entre la fin de phrase et le point final[comme ça].
- Les liens internes (vers d'autres articles de Wikipédia) sont à choisir avec parcimonie. Créez des liens vers des articles approfondissant le sujet. Les termes génériques sans rapport avec le sujet sont à éviter, ainsi que les répétitions de liens vers un même terme.
- Les liens externes sont à placer uniquement dans une section « Liens externes », à la fin de l'article. Ces liens sont à choisir avec parcimonie suivant les règles définies. Si un lien sert de source à l'article, son insertion dans le texte est à faire par les notes de bas de page.
- La présentation des références doit suivre les conventions bibliographiques. Il est recommandé d'utiliser les modèles {{Ouvrage}}, {{Chapitre}}, {{Article}}, {{Lien web}} et/ou {{Bibliographie}}. Le mode d'édition visuel peut mettre en forme automatiquement les références.
- Insérer une infobox (cadre d'informations à droite) n'est pas obligatoire pour parachever la mise en page.

Pour une aide détaillée, merci de consulter Aide:Wikification.
Si vous pensez que ces points ont été résolus, vous pouvez retirer ce bandeau et améliorer la mise en forme d'un autre article.
Le Concours littéraire de Lanaudière est un prix littéraire québécois, maintenant inactif, qui visait à encourager les auteurs amateurs de la région de Lanaudière. Créé en 1972, il remet sa première récompense en 1977 et sa dernière en 2018. Le concours s'est tenu tous les deux ans et était accompagné de la publication d'un livre commémorant les textes primés. Le Centre d'archives de Lanaudière, situé à L'Assomption, conserve également les textes des auteurs gagnants.

## Historique
Le concours fut créé par l'autrice lanaudoise Michèle de Laplante et fut organisé par les Éditions de la Tombée à cinq reprises jusqu'en 2004, lorsque les membres fondateurs décidèrent d'organiser le prix en tant que corporation sans but lucrative, afin d'en assurer la continuité. Le Concours littéraire de Lanaudière remporta lui-même une récompense; le Prix Robert-Lussier, Bénévolat-Groupe, lors de la remise des Grands Prix Desjardins de la culture en septembre 2014.
Le concours se structurait en plusieurs prix et catégories. Le Grand prix littéraire René-Martin faisait office de récompense principale et visait à souligner l'ensemble de l'œuvre d'un auteur amateur. Il fut parfois aussi connu sous le nom de Grand Prix des Éditions de la Tombée. En 2012, la bourse accompagnant ce prix s'élevait à 500$. Le Prix de la poésie Louis-Joseph-Doucet fut nommé en l'honneur du poète québécois et comprenant les catégories Adulte (25 ans et plus) et Jeunesse (14 à 24 ans). Il était accompagné d'une bourse de 150$. Le Prix de photographie Hélène-Pedneault, créé en l'honneur de l'écrivaine, fut ajouté en 2010 et les photographies gagnantes servaient à illustrer le livre du concours. Le prix était réservé aux photographes amateurs et couronnait des images extérieures exceptionnelles, représentant la région de Lanaudière. Le Prix de la relève Michèle-de Laplante fut ajouté en 2012 et nommé en l'honneur de la fondatrice. Ce prix s'adressait aux jeunes du deuxième cycle du secondaire des commissions scolaires Lanaudoises ainsi qu'aux élèves des collèges privés de la région. Le Prix Anémone, ajouté en 2016, visait à encourager les écrivains publiant à compte d'auteur. Le Prix de fiction Réjean-Olivier visait à récompenser les contes et était accompagné d'une bourse de 150$. Le concours comprenait également le Prix de la nouvelle, remis pour la première fois en 2016, ainsi que le Prix Albert-Chartier de la BD, nommé en l'honneur du bédéiste québécois.
La totalité des prix et des catégories ne furent pas attribués à chaque année, les récompenses fluctuant au gré de la qualité des candidatures. Pour l'édition 2018, le concours fut également ouvert aux personnes habitant la Mauricie et les Laurentides.

## Lauréats[2]

### Grand prix littéraire René-Martin
2006 : Émélie Provost (Mention: Robert Fafard)
2008 : Gabriel Morales (Mention: Louise Lépine)
2010 : Lise Marchand (Mention: Arkadie Lavoie-Lachapelle)
2012 : Marie-Dominique Giroux (Mention: France Desjarlais)
2014 : Émélie Provost

### Prix Anémone
2016 : Jeannine Beauséjour-Riopel
2018 : Josianne Laplante

### Prix de poésie Louis-Joseph-Doucet

#### Adulte
2006 : Lise Marchand - Verrière (Mention: France Desjarlais - Oia)
2008 : Ghislaine Bourcier - Petit éloge du grand courage (Mention: Marianne Binette - Le carré de sable)
2010 : Louise Lépine - Idées perdues (Mention: Catherine Bouancheaux-Tampigny - Haïti 2010)
2012 : Serge David - Le vieil arbre (Mention: Claudette Morin - Seule au monde)
2014 : Marie Boulanger - Le livre de feutre (Mentions ex aequo: Florence Hally - Règles vitales et Claudia Morin-Arbour - Elle)
2016 : Mathieu Voghel-Robert
2018 : Catherine Lemay et Reine-Marie Castonguay

#### Jeunesse
2006 : Isabelle Marcil - Sur l’isolement d’Alphonse de Lamartine

### Prix de fiction Réjean-Olivier

#### Adulte
2006 : Suzanne Bleau Desmarais - Fascination (Mention: Micheline Coutu - Luby)
2008 : Marianne Binette - Ouais! (Mention: Marie-Paule Racine - Surprise!)
2010 : Marie-Claude Ainey - Rapporte, Biscuit! (Mention: Hélène Filion - La voix de mon maître)
2012 : Lucie Aucoin - Lettres polissonnes (Mention: Micheline Coutu - Noja)
2014 : Hélène Fafard - L’encre magique (Mention: Florence Hally - Marulas)
2016 : Madeleine Leroux
2018 : Patricia Vandette-Déom

#### Jeunesse
2006 : Louise Dufort - Fiesta à l’épicerie (Mention: Héloïse Garneau - Jeu de guerre)

### Prix de la Nouvelle
2016 : Mathieu Voghel-Robert (Mention: Gil Tocco)
2018 : David Lamarre, Yvonne Lefort et Marie-Chantal Cosetti

### Prix Albert-Chartier de la BD
2018 : Paul Vézina et Serge Blanchette

### Prix de la relève Michèle-de Laplante
2012 : Judith Lamarre - La cinquième promenade (Mention: Jessy Blanchette - Victor, le chasseur de pirate)
2014 : Élisabeth Pellerin - Une quête immortelle (Mentions ex aequo: Abigaël Gareau - Le chasseur et les gardiens de l’hiver, Victor, le chasseur de pirate et Thomas P. Côté - Renaud, le lutin courageux)
2018 : Clothilde Harvey-Côté

### Prix photographie Hélène-Pedneault
2010 : Jean-Pierre Goulet, Daniel Matte et Kevin Gougeon (Mentions: Daniel Matte, Guy Avon et François Bissonnette)
2012 : Josée Matte, Jocelyn Rastel Lafond et Marc-Éric Babin (Mention: Luc Ferland)
2014 : Céline Michaud, Jean-Pierre Goulet et Hélène Robillard (Mentions:  Daniel Matte, Reine-Marie Castonguay et Josée Matte)
2018 : Lucie Forget et Reine-Marie Castonguay